# Kod NCK
NCK, kod NCK – kod umożliwiający usunięcie blokady SIM-lock w niektórych telefonach komórkowych. Kod ten generowany jest przez operatora sieci komórkowej podczas zakładania blokady SIM-lock w telefonie, na podstawie jego numeru identyfikacyjnego IMEI i kodu MCC. Kod NCK można uzyskać za pomocą specjalnych programów-kalkulatorów.